# Viškovci
 Viškovci  è un comune della Croazia di 2 396 abitanti della Regione di Osijek e della Baranja.